# 오이디푸스

오이디푸스와 스핑크스

오이디푸스(고대 그리스어: Οἰδίπους)는 도시 테바이의 왕으로 신탁에 따라 아버지를 죽이고 어머니와 결혼하는 비극적인 운명을 겪은 그리스 신화속에 등장하는 인물이다. 오이디푸스란 이름의 뜻은 ‘부은 발’이다. 오이디푸스는 비극적인 삶의 고통을 겪게 되지만, 그의 고뇌 속에는 '나는 누구인가' 그리고 '인간은 어떤 존재인가'라고 하는 근원적 질문을 담고 있어 그리스 철학의 태동에 밑거름이 되었다.
오이디푸스는 자신의 혈통을 모른채 양부모 밑에서 성장한 후에 자신의 운명을 알게되었고, 이를 피해 유랑을 떠났으나 영웅이 되어 테바이에 왕이 되고나서야 이미 친아버지를 죽이고 친어머니와 결혼한 사실을 알게 되었다. 그 고통을 이기지 못해 스스로 눈을 찔러 장님이 된 채 방랑객이 되고 말았다.
다른 영웅들과 달리 자살을 선택하지 않고 장님이 된 이유는, 인간이란 어떤 존재인가 대한 숙제를 풀기 위해서였다. 현실에 대해 눈을 감는다는 것은 도피일 수도 있겠으나 현실 너머에 있을 수 있는 본질을 향해 눈을 뜨기 위한 행위로 볼 수 있다. 사유를 깊이 있게 하기 위해서는 그만한 동기가 필요했기 때문이라고 해석하기도 한다.
관련 신화는 호메로스, 아이스킬로스, 에우리피데스, 소포클레스, 세네카 등 고대 그리스 로마 작가들을 통해 다양한 판본이 전해 내려오고 있다. 소포클레스의 판본인 '오이디푸스 왕'이 가장 대표적인 작품이며, 오이디푸스가 세간에 널리 알려진 것은 오스트리아의 심리학자 프로이트가 오이디푸스 콤플렉스라는 용어를 사용하면서 부터라 할 수 있다.

## 오이디푸스 신화
오이디푸스의 아버지인 테바이 왕 라이오스는 젊은 시절 피사 왕 펠롭스의 궁에서 망명생활을 한 적이 있는데 이때 펠롭스의 아들인 미소년 크리시포스를 사랑하여 겁탈했다. 크리시포스는 이를 수치스럽게 여겨 스스로 목숨을 끊었고, 아들을 잃은 펠롭스는 라이오스에게 절대로 아들을 얻지 못할 것이며 행여 얻게 되더라도 그 아들의 손에 목숨을 잃게 되리라는 저주를 퍼부었다.
귀국후 테바이의 왕이 된 라이오스는 이오카스테와 결혼하였지만 자식을 낳지 못하자 신탁을 요청했고, 만약 아들을 낳게 되면 장차 아버지를 죽이고 어머니와 결혼하게 될 거라는 신탁이 내려졌다. 얼마후 오이디푸스가 태어나자, 라이오스와 이오카스테는 신탁이 현실로 이루어질 것을 두려워하여 어린 오이디푸스의 발목을 가죽끈으로 묶은후 부하를 시켜 인적 없는 산에 버리게 하였다. 그러나 그 일을 맡은 부하는 차마 어린 오이디푸스를 버리지 못하고, 이웃 나라 코린토스의 목동에게 아이를 넘겨 주게 된다.
어린 오이디푸스를 받은 목동은 그 아이를 코린토스의 왕인 폴뤼보스와 그의 아내 메로페에게 바친다. 폴뤼보스 부부는 아이의 발이 심하게 부어 있는 것을 보고 ‘부어오른 발’이라는 뜻을 가진 '오이디푸스'라는 이름을 지어주었다. 자신의 친부모가 누구인지를 모른채 코린토스 궁전에서 성장한 오이디푸스는 어느날 장차 자신이 아버지를 죽이고 어머니와 결혼할 것이라는 신탁을 전해듣고는 운명을 피하기 위하여 코린토스를 떠난다. 
오이디푸스는 테바이로 여행하던 중에 자신의 친아버지 라이오스를 거리에서 만났으나 그가 누구인지를 모른채 다툼끝에 라이오스를 죽여 버렸다. 자신이 죽인 사람이 친아버지라는 사실을 모르는 오이디푸스는 테바이로 들어가는 길목에서 스핑크스라는 괴물을 만난다. 그곳에서 스핑크스는 지나는 사람들에게 수수께끼를 내고 풀지 못하면 잡아먹고 있었다. 스핑크스는 '아침에는 네발로 걷고, 점심때는 두 발로 걷고, 저녁에는 세 발로 걷는 것이 무어냐고 물었는데, 오이디푸스가 '사람'이라고 수수께지의 답을 맞추자 스핑크스는 분을 참지 못하고 앉아 있던 바위에서 몸을 던져 목숨을 끊어버렸다.
테바이에 오랜 골치거리였던 괴물 스핑크스를 죽인 오이디푸스는 테바이의 영웅이 되었고, 선왕의 왕비였던 이오카스테와 결혼하여 테바이에 왕이 되었다. 결혼 후 두 아들인 에테오클레스와 폴리네이케스, 그리고 두 딸인 안티고네와 이스메네를 낳았으며, 테바이를 선정으로 잘 통치하였으나, 갑자기 테바이에 역병이 돌게 된다.
오이디푸스는 이 역병의 이유를 알기 위해 이오카스테의 남동생인 크레온을 델포이의 아폴론 신전으로 보내어 역병의 원인을 알아 오게 한다. 신탁은 “선왕인 라이오스왕을 죽인 자를 찾아서 복수를 하면 역병이 물러간다.”고 하였고, 일전에 자신이 길거리에서 죽인 사람이 바로 자신의 아버지 라이오스라는 사실을 전혀 모르는 오이디푸스는 라이오스의 살해자를 찾기 위해 모든 노력을 기울일 것을 맹세한다. 
라이오스의 살해자를 찾기 위해 크레온이 데려온 그리스 최고의 예언가 테이레시아스로부터 오이디푸스가 찾고 있는 살해자가 바로 그 자신이라는 사실을 전해 듣게 된다. 오이디푸스는 크레온이 자신의 왕위를 노리고 테이레시아스를 조종하여 근거 없는 말을 하도록 했다고 생각했다. 하지만 라이오스가 아들에게 살해될 것이라는 신탁이 내려졌음을 이오카스테로부터 듣게 되었다. 또한 코린토스의 왕인 폴뤼보스의 죽음을 알리러 온 사자가 과거에 어린 자신을 폴뤼보스 왕에게 바친 목동임을 알게 되었다.
오디세이의 친부 라이오스의 명령에 따라 어린 오이디푸스를 버리는 일을 맡았던 사람을 불러 대질해본 결과 바로 자신이 친아버지인 라이오스를 살해하였고, 지금껏 아내라고 알고 있었던 이오카스테는 사실 자신의 어머니임을 깨닫게 된다. 이오카스테는 이 무서운 진실을 더 이상 견디지 못하여 자살하고 오이디푸스는 이오카스테의 브로치를 빼어 자신의 눈을 찔러 스스로 소경이 되고 만다. 절망한 오이디푸스는 테바이를 크레온에게 맡기고 딸인 안티고네에 의지하여 각지를 떠돌아 다니다가 죽는다.

## 오이디푸스 콤플렉스
오스트리아의 정신분석학자 지그문트 프로이트는 이 신화를 '아들이 아버지를 적대시하고, 어머니를 좋아하는 본능의 표현'으로 봤다. 그래서 남자 아이의 그의 어머니에 대한 무의식적인 배타적 사랑의 노이로제를 가리키는 말로서 오이디푸스 콤플렉스란 말을 처음으로 사용하였다. 아들에게 아버지는 사회적 구속의 화신이다. 반면에 어머니는 그가 보호해야 할 대상이다. 아들은 아버지에게 경쟁 심리를 느끼며, 아버지 대신에 어머니를 독점하려 든다. 어머니의 사랑을 독점하려고 하는 마음은 동시에 아버지를 사랑의 경쟁 상대로 바라보게 되고, 이 원한의 감정으로부터 오이디푸스 콤플렉스가 발생한다고 하였다.
그러나 오이디푸스 콤플렉스는 네 살에서 다섯 살 사이에 끝나고 만다. 이러한 불합리한 욕구를 계속 갖게 되면 그 벌로 아버지에게서 제거될지도 모른다는 공포심을 갖기 때문이다. 그러나 완전히 사라지는 것은 아니다. 그러한 욕구와 의지가 무의식의 세계로 들어가 꿈안에서 실현된다고 프로이트는 말한다. 그리고 그 꿈에서 조차도 그대로 실현되는 것이 아닌 사회적 규범안에서 뒤틀려서 실현되고 해방된다고 말한다.

## 같이 보기
- 오이디푸스 왕
- 안티고네
- 안티고네 (소포클레스)

## 참고 문헌
- 소포클레스, 《소포클레스 비극》, 천병희 옮김, 단국대학교 출판부, 서울, 2005, ISBN 89-7092-216-4

| 전임 라이오스 | 테베의 왕 | 후임 크레온 |